# Oligosoma fallai
Oligosoma fallai — вид сцинкоподібних ящірок родини сцинкових (Scincidae). Ендемік Нової Зеландії. Вид названий на часть новозеландського орнітолога Роберта Фалли.

## Поширення і екологія
Ophiomorus fallai є ендеміками островів Трьох Королів, розташованих на півночі Нової Зеландії. Вони живуть в лісах і чагарникових заростях. Ведуть переважно денний спосіб життя, іноді активні вночі. Всеїдні, живляться безхребетними, падлом і плодами ендемічного дерева Alectryon excelsus grandis, насіння яких допомагають розповсюджувати. Яйцеживородні, народжують в середньому4,5 дитинчат.

## Збереження
МСОП класифікує цей вид як вразливий. Oligosoma fallai загрожує можлива поява на островах інвазивних хижаків.